# Sherlock Holmes sidste Bedrift
 For alternative betydninger, se Sherlock Holmes (flertydig). (Se også artikler, som begynder med Sherlock Holmes)
Sherlock Holmes sidste Bedrift er en amerikansk stumfilm fra 1905 af J. Stuart Blackton.